# San Juan de la Nava
San Juan de la Nava – gmina w Hiszpanii, w prowincji Ávila, w Kastylii i León, o powierzchni 60,78 km². W 2011 gmina liczyła 532 mieszkańców.